# Kloster Bernried

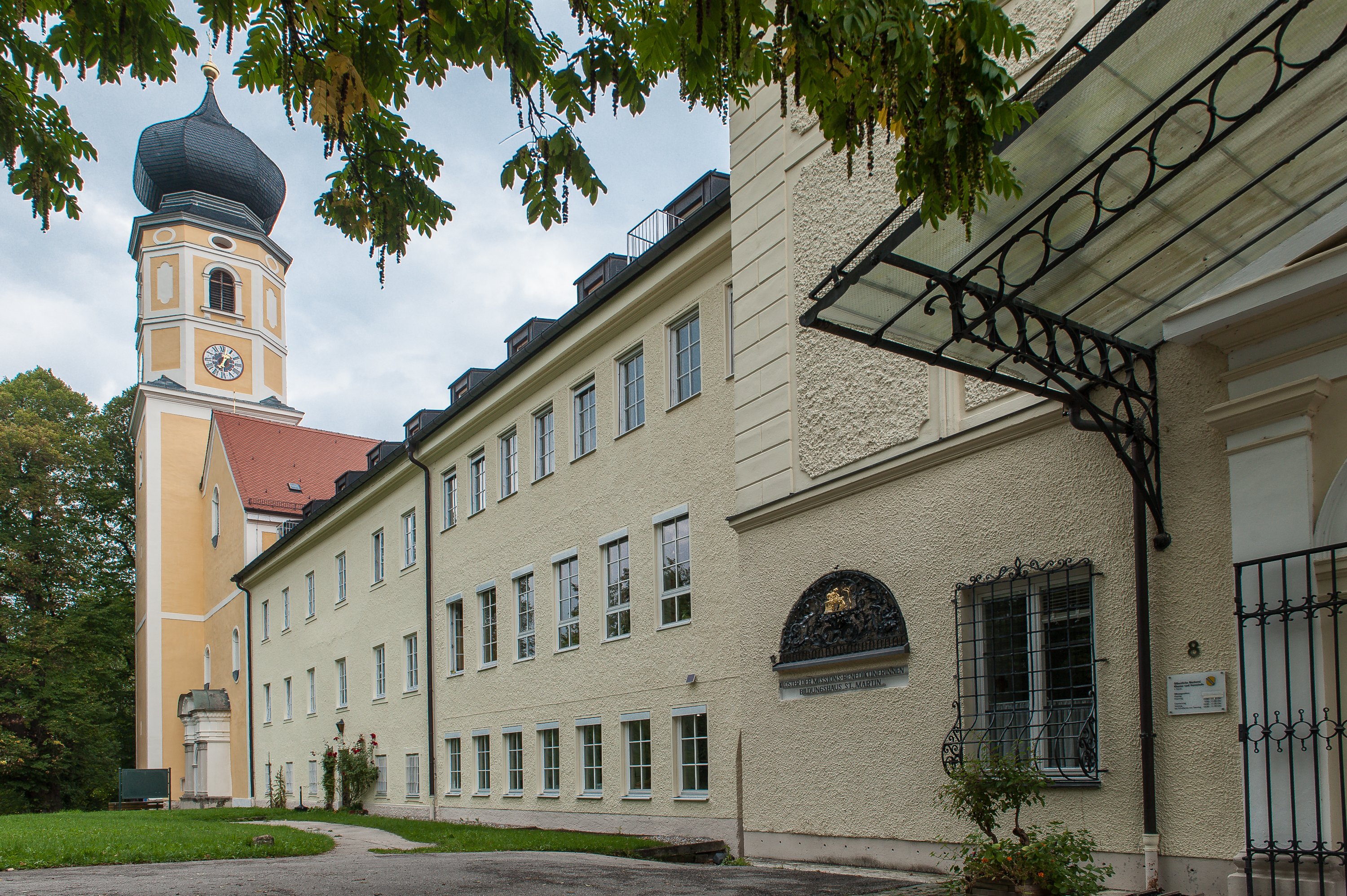
Kloster Bernried

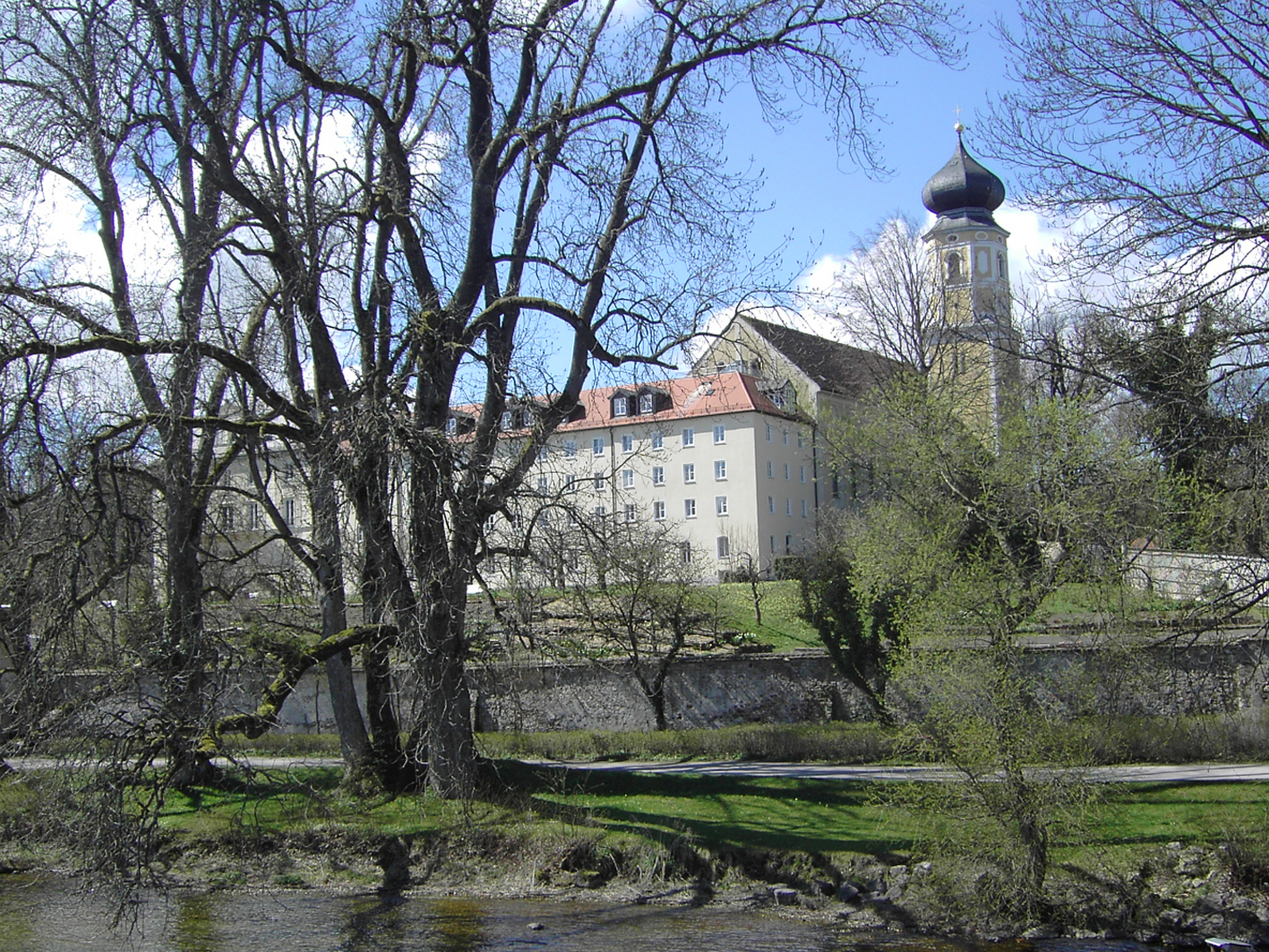
Kloster Bernried von der Seeseite

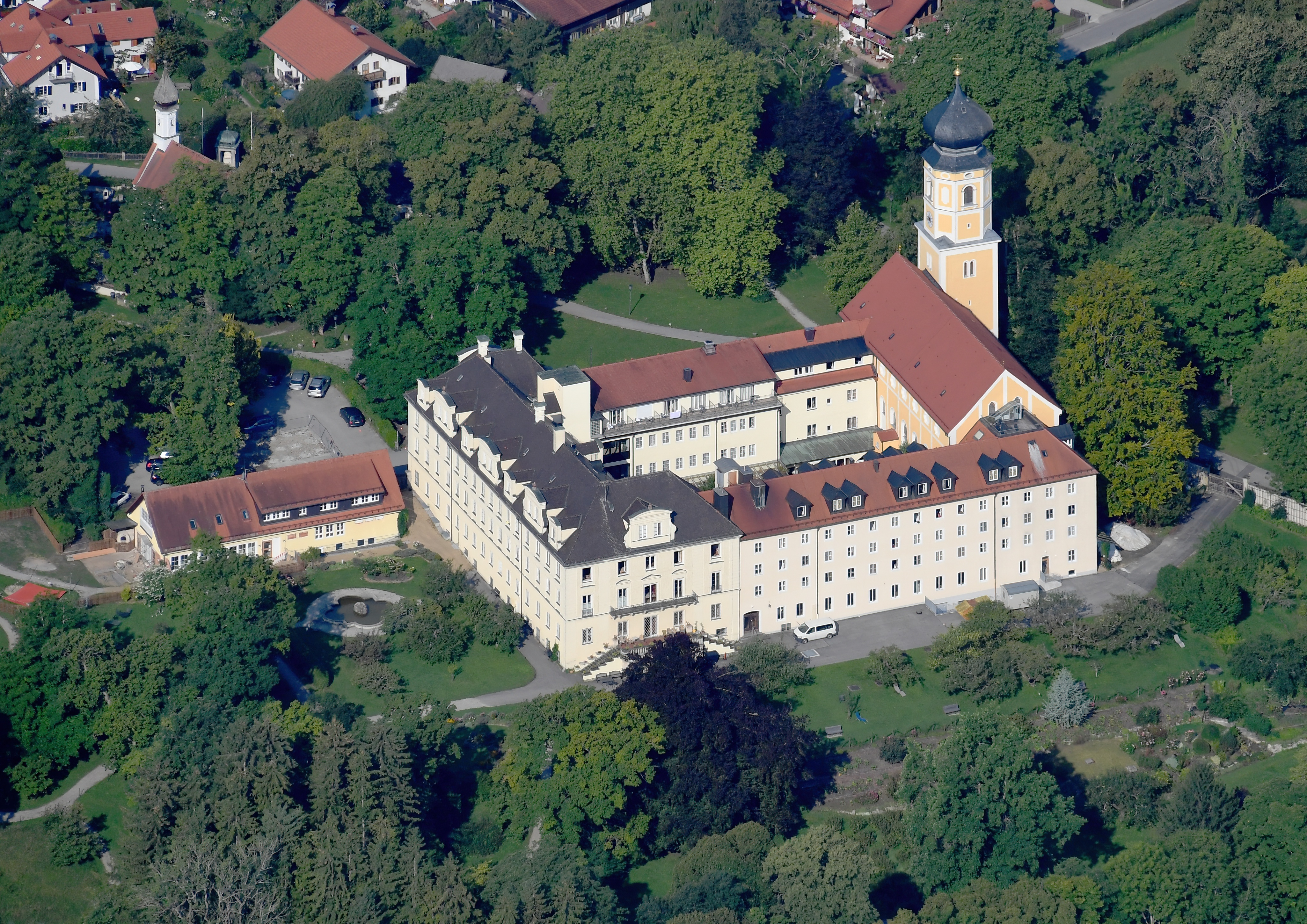
Luftbild des Klosters Bernried

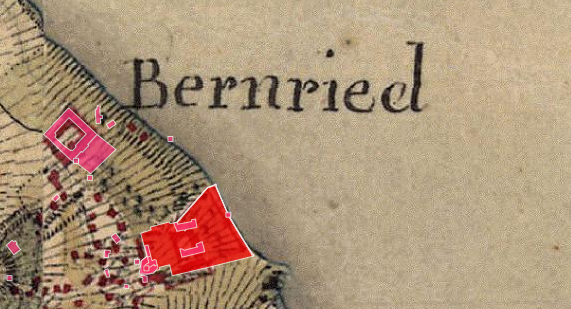
Das Kloster Bernried auf dem Urpositionsblatt der Bayerischen Uraufnahme

Das Kloster Bernried ist ein ehemaliges Augustiner-Chorherren-Stift und heutiges Kloster der Missions-Benediktinerinnen in Bernried in Bayern in der Diözese Augsburg. Die Anlage ist unter der Aktennummer D-1-90-115-11 als Baudenkmal verzeichnet. „Untertägige mittelalterliche und frühneuzeitliche Befunde im Bereich des ehem. Augustinerchorherrenstifts Bernried a.Starnberger See und seiner Vorgängerbauten mit der ehem. Stift- und heutigen Kath. Pfarrkirche St. Martin sowie der ehem. Hofmarkskirche Mariä Himmelfahrt“ werden zudem in der Liste der Bodendenkmäler in Bernried am Starnberger See geführt (Aktennummer D-1-8133-0056).

## Geschichte

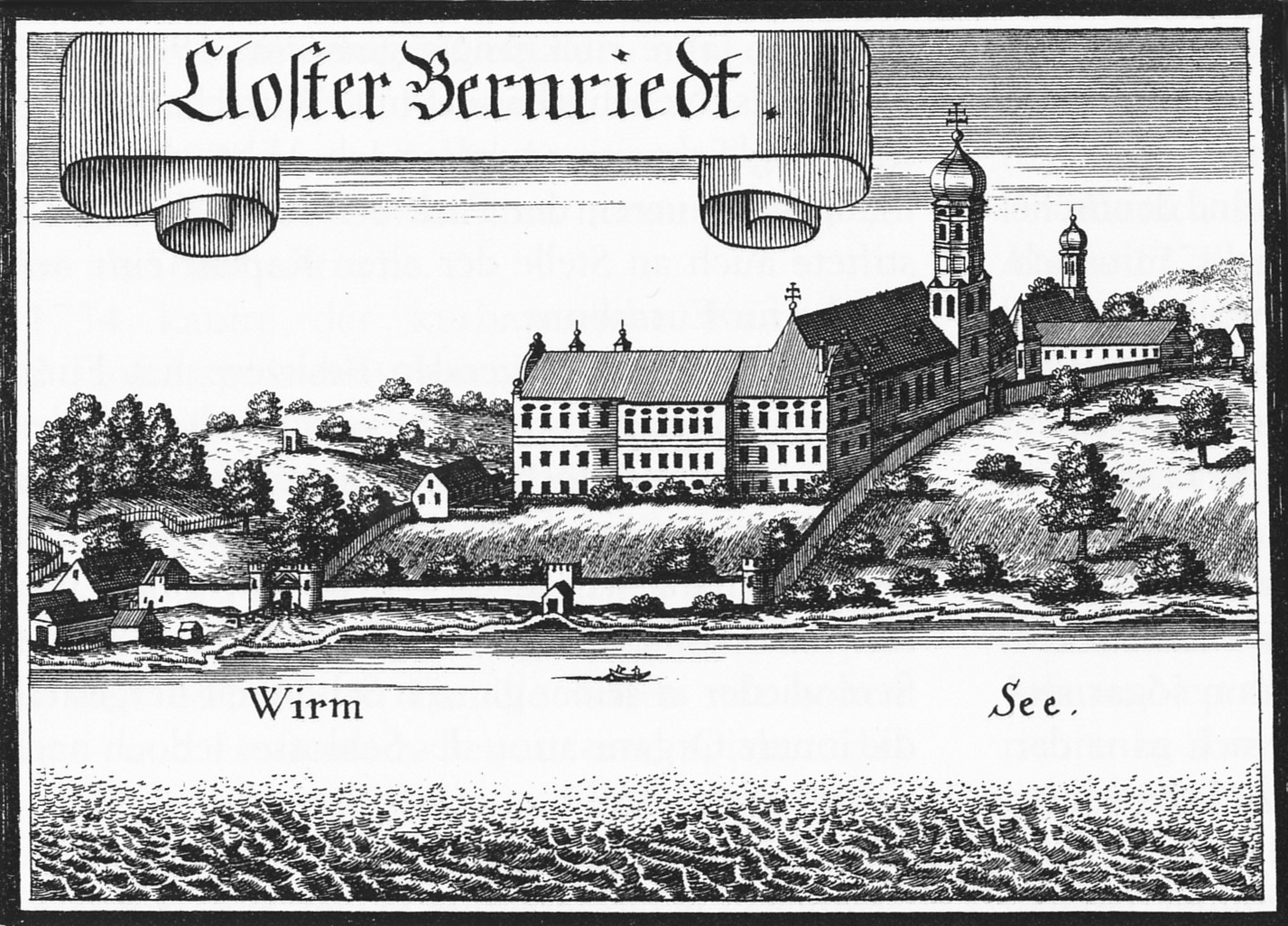
Kupferstich von Michael Wening um 1700

Das St. Martin geweihte Kloster wurde 1121 durch Graf Otto I. von Dachau-Valley und seine Gattin Adelheid von Weilheim gegründet. Über die innerbayerischen Gründungsausstattung hinaus umfasste der spätmittelalterliche Klosterbesitz auch Güter im Alpenraum, insbesondere in der Gegend von Bozen, wo die herren von Pernried über Weingüter in Gries-Quirein verfügten. Einen Aufschwung erlebte das Stift unter Propst Mansuetus Resch (1723–41), der alle Stiftsgebäude restaurieren ließ und Wissenschaft, Kunst und Kultur förderte. 1803 wurde es im Zuge der Säkularisation aufgelöst.
1810 erwarb Ignaz Graf Arco den gesamten Stiftsbesitz. August Freiherr von Wendland kaufte 1852 Stift und Ländereien. Er ließ Ost- und Westtrakt der Klosteranlage abreißen, der Südflügel wurde zu einem Schloss (Neorenaissance) umgestaltet.
1941 kaufte das Reichsinnenministerium das Schloss mit dem dazugehörenden Park. Von 1942 bis 1948 verlegte man – kriegsbedingt – die Orthopädische Klinik aus München in das Bernrieder Schloss.
1949 wurde das säkularisierte Augustiner-Chorherren-Stift wieder Kloster: Die Missions-Benediktinerinnen aus dem nahen Tutzing erwarben die alte Anlage und gründeten in den Gebäuden bald eine Haushaltungsschule mit Internat, die im Laufe der folgenden Jahre zu einem Vorseminar für soziale Frauenberufe (mit Fachschulreifeabschluss) ausgeweitet wurde. Von 1953 bis 1995 war im Kloster Bernried das Noviziat der Missions-Benediktinerinnen von Tutzing, das dann nach Tutzing verlegt wurde.
1972 wurde die Schule aufgegeben und das Haus in ein Bildungshaus für kirchliche Erwachsenenbildung umgewandelt.

## Reihe der Vorsteher
Pröpste der Augustiner-Chorherren:
1. Sigeboto, 1120, 1123
2. Otto I., 1135
3. Hermann, † um 1167
4. Heinrich I., † um 1190
5. Rapoto
6. Eberhard, 1202
7. Otto II.
8. Otto III.
9. Conrad, um 1270
10. Hertrich, 1278, 1291
11. Seyfrid von Wall, um 1305
12. Reimboto, 1316
13. Ulrich I. Saller, 1336, 1356
14. Johann I.
15. Ulrich II., † um 1390
16. Johann II. Stainger, † 1400
17. Johann III. Gruenpacher, † 1415
18. Johann IV. Aichhorn, † um 1420
19. Ulrich III. Masterlin, † 1433
20. Johann V., 1441, 1459
21. Bernhard, † 1462
22. Johann VI. Keller, † 1472
23. Heinrich II. Erengrieß, 1477, † 1487
24. Georg Müller (Molitor), † 1497
25. Peter Streitl, † 1520
26. Johann VII. Tutzinger, † 1535
27. Johann VIII. Faber (Schmid), † 1541
28. Franz Griemold, 1541–1572
29. Kaspar I. Weiß, † 1592
30. Wolfgang Scriba (Schreiber), † 1621
31. Kaspar II. Zeller, 1621–1638
32. Johann IX. Riedl, 1638–1675
33. Martin Holl, 1675–1680
34. Otto IV. Landus, 1680–1693
35. Johann X. Doll, 1693–1722
36. Zacharias Hueber, 1722–1723
37. Mansuet Resch, 1723–1741
38. Gilbert Koechl, 1742–1762
39. Benno Proske, 1762–1787
40. Albert Faber, 1787–1803, † 1808

Oberinnen der Missions-Benediktinerinnen (unvollständig):
- Columbana, 1979[3]
- Elisabeth-Magdalena Zehe, 2013[4]
- Hedwig Willenbrink, seit 2014[5]

## Sehenswürdigkeiten
- Katholische Pfarrkirche St. Martin: Von 1122 bis 1803 war sie Stiftskirche der Augustinerchorherren von Bernried, Pfarrkirche seit 1803. 1659 bis 1663 Barockisierung nach Zerstörungen im Dreißigjährigen Krieg. 1734 wurde der Turm durch Blitzschlag zerstört, 1873 neu errichtet.
- Barocksaal des Klosters
- Klosterhof: Um 1860 wurde durch August Frhr. von Wendland ein Schlossrondell mit (für die damalige Zeit exotischen) Platanen angelegt.
- Torbogengebäude: Einstige Behausung des „Torwarts“. Von 1806 bis 1825 diente es als Schulhaus. Auf der anderen Seite des Torbogens waren Marstall und Wagenremise untergebracht.

In unmittelbarer Nachbarschaft:
- Wilhelmina-Busch-Woods-Stiftungspark: Der Bernrieder Park gehörte ab dem 12. Jahrhundert bis zur Säkularisation zum Besitz des Bernrieder Klosters der Augustiner-Chorherren. Dann wurde er Mitte des 19. Jahrhunderts in seinem nördlichen Bereich durch den Königlichen Oberhofgärtner Carl und dessen Sohn Carl Josepf von Effner in der Art eines Englischen Parks angelegt; mit einem reizvollen Wechsel von Wiesen, Büschen und Solitärbäumen.